# La Prison (album de bande dessinée)
Pour les articles homonymes, voir La Prison.
La Prison est le premier album de la série de bandes dessinées Balade au bout du monde.

## Synopsis
Arthis Jolinon est un jeune photographe parisien. Il entretient une liaison avec Anne, une jolie blonde qui lui sert occasionnellement de modèle, mais n'en semble guère épris.
Voyageant au hasard des routes, il fait la découverte, en province, d'un marais isolé à la réputation funeste, théâtre de plusieurs disparitions inexpliquées. Tombé sous le charme mélancolique du lieu, il décide d'y faire une expédition photographique.
Là, il assiste à l'enlèvement d'une jeune photographe brune par des gardes à cheval aux allures médiévales, juste avant d'être lui-même assommé.
Il revient à lui dans une immense prison souterraine, peuplée uniquement d'hommes. Certains sont enfermés là depuis près de vingt ans, tous ignorent les raisons de leur capture. Ils vivent en autonomie, sans contact avec leurs geôliers dont ils n’aperçoivent que les silhouettes lorsque ceux-ci viennent déposer des vivres, au bout d’un long couloir protégé par de lourdes grilles.
Au sein de la prison, l’ordre social s’organise autour du Moine, un ancien religieux prêchant la résignation, et son bras droit le Valet, qui assure le maintien de l’ordre. Il existe cependant une faction rivale, celle du Miteux, un vieil anarchiste scorbutique désireux de renverser l’ordre établi par le Moine. Les deux groupes parviennent à cohabiter de façon plus ou moins pacifique.
Arthis se lie avec le Narquois, lieutenant du Miteux, mais celui-ci est retrouvé pendu peu après. Le jeune photographe ne parvient pas à accepter son sort, et tente par tous moyens de comprendre et, surtout, de s’échapper. Au cours d’une tentative d’évasion, il est surpris par le Valet.
Loin de le punir, celui-ci lui expose la vérité nue : le Moine n’est pas un véritable religieux, seulement un fou sadique épris de pouvoir, qu’il ne sert que pour mieux le tromper. En effet, depuis quatre ans, le Valet fait creuser dans le plus grand secret un tunnel vers ce qu’il pense être l’extérieur. Il souhaite associer Arthis à son projet.
Peu après, Chimpanzé, un homme du Valet, est retrouvé poignardé. La tension entre les deux factions de la prison est à son comble. L’affrontement imminent n’est évité de justesse que par l’arrivée inopinée d’un nouveau prisonnier, un vieux médecin à la recherche de son fils disparu dans le marais dix ans plus tôt. Les retrouvailles touchantes entre les deux hommes parviennent à désamorcer le conflit pour un temps.